# لانغدون سميث
لانغدون سميث (بالإنجليزية: Langdon Smith)‏ (4 يناير 1858 - 8 أبريل 1908)؛ شاعر، صحفي وروائي أمريكي.